# SN 2007rr
SN 2007rr – supernowa typu Ia odkryta 7 listopada 2007 roku w galaktyce A010147-0041. W momencie odkrycia miała maksymalną jasność 22,20m.